# Frottis vaginal
Un frottis vaginal est une opération de frottis qui consiste à étaler sur une lame de verre un prélèvement de cellules de l'endocol et de l'exocol utérin (obtenues grace a la desquamation spontanée de l'épithélium). Après coloration, la lame est observée sous microscope.

## Applications en médecine humaine
Hormis l'examen direct, les principaux agents recherchés sont Trichomonas vaginalis, Neisseria gonorrhoeae (le gonocoque), Candida albicans et d'autres levures ou mycètes et des bactéries diverses.
→ Voir aussi Frottis de dépistage gynécologique

## Applications en médecine vétérinaire
En médecine vétérinaire, cet examen est notamment utilisé pour déterminer le moment le plus favorable pour une saillie ou une insémination.